# Doyle (Texas)
Doyle es un lugar designado por el censo ubicado en el condado de San Patricio en el estado estadounidense de Texas. En el Censo de 2010 tenía una población de 254 habitantes y una densidad poblacional de 119,74 personas por km².

## Geografía
Doyle se encuentra ubicado en las coordenadas 27°53′8″N 97°21′11″O / 27.88556, -97.35306. Según la Oficina del Censo de los Estados Unidos, Doyle tiene una superficie total de 2.12 km², de la cual 2.12 km² corresponden a tierra firme y (0%) 0 km² es agua.

## Demografía
Según el censo de 2010, había 254 personas residiendo en Doyle. La densidad de población era de 119,74 hab./km². De los 254 habitantes, Doyle estaba compuesto por el 83.86% blancos, el 0% eran afroamericanos, el 3.15% eran amerindios, el 0.39% eran asiáticos, el 0% eran isleños del Pacífico, el 9.45% eran de otras razas y el 3.15% pertenecían a dos o más razas. Del total de la población el 43.31% eran hispanos o latinos de cualquier raza.